# تامارا تکسمن
تامارا تکسمن (زاده ۲۴ فوریه ۱۹۴۷) بازیگر، مجری تلویزیونی و نویسندهٔ آمریکایی برزیلی است. او با بازی در نقش لنا در مجموعه تلویزیونی جنگل سنگی (Selva de Pedra) شناخته شد و پس از آن در نقش‌های بسیاری ظاهر شد.

## زندگی‌نامه
تاکسمن در سال ۱۹۴۷ در ووداستاک نیویورک از پدری آمریکایی و مادری برزیلی متولد شد. پدر وی اهل جزیره راک در ایالت ایلینوی و مادرش اهل وارگینهای برزیل بود. خانوادهٔ او وقتی تنها سه ماه داشت به برزیل مهاجرت کردند.

## فیلمشناسی

### فیلم
| سال  | عنوان                    | نقش            |
| ---- | ------------------------ | -------------- |
| ۱۹۷۷ | Ladrões de Cinema        |                |
| ۱۹۷۸ | A Batalha dos Guararapes |                |
| ۱۹۷۸ | نوای دا کیداد            |                |
| ۱۹۸۰ | کاباره مینیرو            | سالیناس        |
| ۱۹۸۲ | Aventuras de um Paraíba  | دبورا          |
| ۱۹۸۲ | لوز دل فوگو              | Iara Satã      |
| ۱۹۸۲ | اس کامپینز               |                |
| ۱۹۸۳ | فلور انجام دهید Desejo   | بانو           |
| ۱۹۸۳ | ام دزد فوراً دی سیری      |                |
| ۱۹۸۵ | A Hora da Estrela        | گلریا          |
| ۱۹۸۷ | Romance da Empregada     | خدمتکار فاوستا |
| ۱۹۹۸ | اختیار اطمینان           | پاندورا        |
| ۲۰۱۴ | ای Lobo Atrás da Porta   |                |
| ۲۰۱۵ | مرسیا                    | مشارکت         |

### اجرای صحنه
| عنوان                               |
| ----------------------------------- |
| آلیس بدون پاوسو دیوینو ماراویلهاوسو |
| مو                                  |
| آرنا کنترا زومبی                    |
| Adorável Júlia                      |
| گراند هتل                           |
| Férias Extra-Conjugais              |
| Os Japoneses Não Esperam            |
| توالها کوئنتز                       |
| Sinal de Vida                       |